# Barthezz
Barthezz, artiestennaam van Bart Claessen (Asten, 22 januari 1980), is een Nederlandse producer en dj.

## Biografie
In 1998 begon Claessen demo's te maken in zijn slaapkamerstudio, die hij The Groove Studio noemde. In 2000 deed hij mee aan een Vengaboys-remix-wedstrijd. Hij won met een remix van het nummer Cheekah Bow Bow (That Computer Song), dat als bonustrack op een single van de Vengaboys verscheen. Ondertussen werd Claessens demo van het trancenummer On The Move bekend en werd het gedraaid door internationaal bekende dj's.
Barthezz tekende vervolgens bij platenlabel Purple Eye en in 2001 kwam zijn single On The Move uit. Het nummer bereikt de nummer 1 in diverse hitlijsten en gebruikt als begintune voor het SBS6-programma Door 't Lint. In 2017 kwam Up Till Dawn (On the Move) van Lucas de Wert en Steven Jansen uit met een sample van deze hit. In 2002 werd Barthezz genomineerd voor twee TMF Awards en zijn single Rock-'n-Roll kwam uit.
Door een verloren rechtszaak over de naam 'Barthezz', werd Claessen gedwongen een andere artiestennaam te nemen. Hij heeft ervoor gekozen voortaan (voornamelijk) onder zijn eigen naam te produceren. Met zijn "nieuwe" naam kwam ook een andere, minder toegankelijke sound. Een andere remix is die voor de Nederlandse band DI-RECT, met het nummer Times are changing.
Claessen werkt vooral voor het Engelse label Anjunabeats.

## Discografie

### Singles
| Single met eventuele hitnotering(en) in de Nederlandse Top 40 | Datum van verschijnen | Datum van binnenkomst | Hoogste positie | Aantal weken | Opmerkingen                 |
| ------------------------------------------------------------- | --------------------- | --------------------- | --------------- | ------------ | --------------------------- |
| On the move                                                   | 2001                  | 21-04-2001            | 8               | 20           | Dancesmash op Radio 538     |
| Infected                                                      | 2001                  | 27-10-2001            | 23              | 4            | Dancesmash op Radio 538     |
| First Light                                                   | 2007                  | 05-01-2008            | 23              | 4            | als Bart Claessen met Simon |
| Catch me (Playmo)                                             | 2008                  | 03-05-2008            | 33              | 2            | als Bart Claessen           |

1. Rock-'n-Roll (2002, uitgebracht onder de naam StereoShaker vanwege een onenigheid met zijn label)
2. Persona Non Grata (2004, uitgebracht onder zijn echte naam Bart Claessen)
3. Playmo (2005, uitgebracht onder zijn echte naam Bart Claessen)
4. When Morning Comes (2006, uitgebracht onder zijn echte naam Bart Claessen)
5. First light (2008, uitgebracht onder zijn echte naam Bart Claessen)